# Cochlear (Löffel)

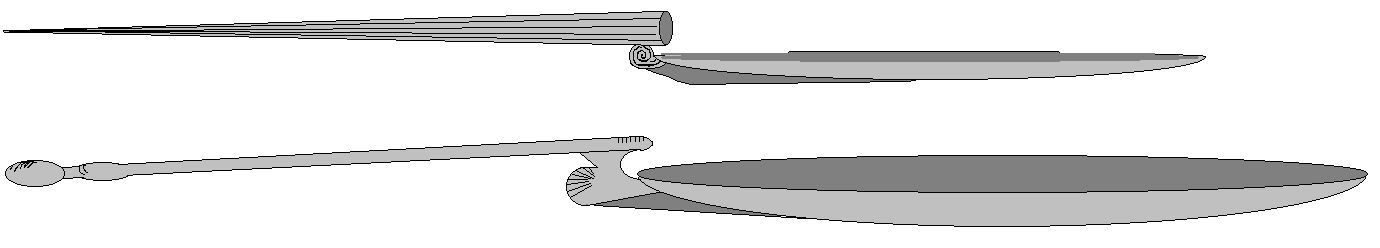
Römische Löffel, oben: Cochlear

Ein Cochlear (das oder der, auch Coclear) ist eine Form eines römischen Löffels (griechisch: Κοχλιάριον, Kochliárion, von κόχλος kóchlos „Schnecke, Schneckengehäuse“).
Römische Löffel lassen sich in zwei Grundformen unterscheiden, die Ligula und das Cochlear. Das Cochlear ist durch einen geraden Stiel mit spitzem Ende gekennzeichnet, die Löffelschale (Laffe) kann unterschiedliche Formen haben (rund, oval, beutelförmig).
Mit dem spitzen Ende konnten beispielsweise Schnecken aufgespießt und Eier gegessen werden. Dies sagt sowohl der vom griechischen kochlos („Schnecke“, lat. coc(h)lea) abgeleitete Name, die Funktion wird aber auch von Martial beschrieben, der ein Cochlear sagen lässt: „Ich bin handlich für die Schnecken, aber nicht weniger nützlich für die Eier: weißt Du etwa, warum man mich dann doch Cochlear nennt?“ (Martial XIV 121). In den genannten Funktionen ist das Cochlear auf antiken Bilddarstellungen zu sehen, in Augst ist sogar ein Exemplar mit anhaftender Eierschale gefunden worden.
In der katholischen Liturgie ist das Cochlearium der Kelchlöffel, mit dem bei der heiligen Messe dem Messwein einige Tropfen Wasser hinzugefügt werden, in der Göttlichen Liturgie der Ostkirchen dient der Kommunionlöffel zur Spendung der Kommunion.
Von der Antike bis in die frühe Neuzeit fand das Cochlear (bzw. Cochlearium) auch als kleines Hohlmaß – „ein Löffel (voll)“ – in Küche und Apotheke Verwendung.